# Furugelm
Furugelm (ryska: Остров Фуругельма) är en ö i den sydvästra delen av Peter den stores bukt i Japanska havet, 110 km sydväst om Vladivostok. Den tillhör det Khasanska rajonen av Primorje kraj (ryskt distrikt).

## Historia
Besättningen på fregatten Pallada beskrev ön i maj 1854 och uppkallade den efter Johan Hampus Furuhjelm, som var kapten på proviantskeppet Furst Menschikoff i en expedition som det Rysk-amerikanska kompaniet sände till Japan.
Då det sovjetiska systemet med fiskekolchoser och statliga fiskeriföretag inrättades från år 1922, förlades flera fiskerianläggningar till ön. Bättre känd blev ön efter att djurfarmer med vilda djur inrättades och där man för första gången påbörjade en systematisk odling av blåmink. Detta fungerade under en tid men minkarna lyckades nästan helt utrota de lokala fågelarterna. Det tog en mycket lång tid för fågellivet att återhämta sig.
Efter att de sovjetiska relationerna till Japan hade brutit samman (Antikominternpakten 1936) påbörjades en uppbyggnad av ett kustförsvar på Furugelm. Detta bestod av artilleribatterier och ett flertal landstigningshinder. Dessa var i användning ännu under Koreakriget.
I slutet av 1970-talet upplöstes den militära garnisonen på ön. Det finns inte någon permanent bosättning på ön. Från 1978 lyder ön under den ryska stillahavsflottan.

## Geografi och natur

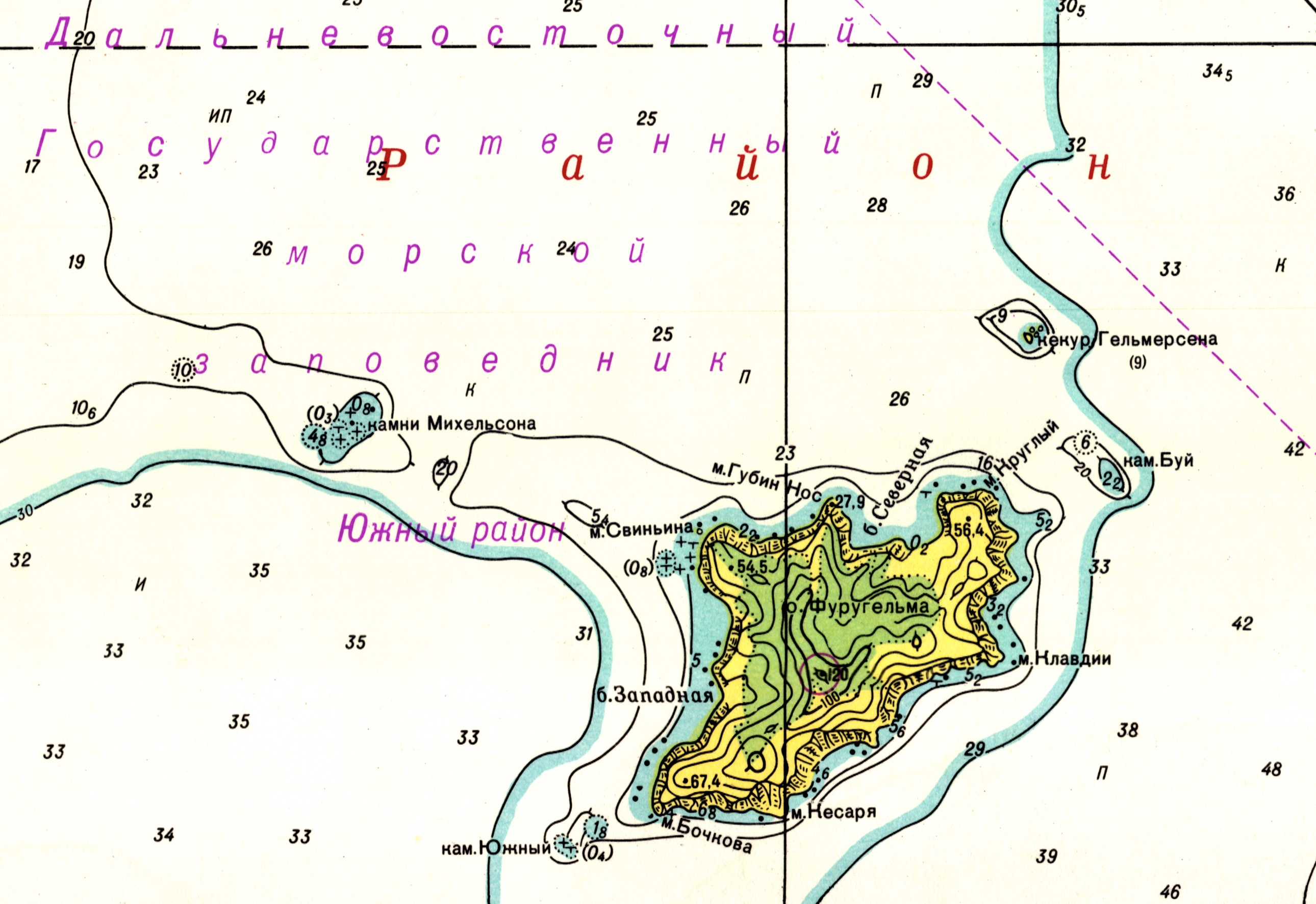
Sjökort över Furugelm

Furugelm är den sydligaste ön vid den ryska stillahavskusten och också i hela Ryssland. Den ligger nästan invid gränsen till Nordkorea. Den är bara 2.5 km lång och 1.5 km bred med en högsta höjd om 120 m. Öns kust är klippig och vattendjupet kring ön är mindre än 10 m med över- och undervattensklippor. På öns västra sida finns små vikar med slumpmässigt uppstickande stenkolonner.
Ön är känd för sina havsfågelkolonier. De svartstjärtade måsarnas koloni omfattar mer än 50 000 fåglar. Dess grannar utgörs av kolonier för glasögontejst och spetsbergsgrissla samt världens största koloni av japansk skarv. Ön tjänar också som viloplats för rödlistade flyttfåglar såsom stormfåglar, havsörnar, labbar och rosenmås. Ön är även boplats för andra rödlistade fågelarter som japansk trana, glasögontrana, grågam, havsörn, kungsörn och pilgrimsfalk. På ön har iakttagits mer än 300 fågelarter, varav 80 häckar där. I maj och juni uppgår fågelkoloniernas invånare till omkring 100 000 fåglar.
Bland däggdjur på ön kan nämnas skogsmus och sork (Microtus fortis). Små mängder av japansk snok och råttsnok lever även där. På Michelsonklipporna väster om ön finns en sälkoloni där sälarna är fullkomligt oskygga. På sandbottnarna i vikarna kring ön finns stora mängder av kammusslor.
Den kallaste månaden på ön är januari då luftens medeltemperatur är -11°C. Den varmaste månaden är augusti med en genomsnittlig lufttemperatur om 21°C. Vattnet kring ön kan i augusti värmas upp till 23–25°C.